# Cryptopimpla pleuralis
Cryptopimpla pleuralis är en stekelart som först beskrevs av Cresson 1870.  Cryptopimpla pleuralis ingår i släktet Cryptopimpla och familjen brokparasitsteklar. Inga underarter finns listade i Catalogue of Life.